# Ensemble intercontemporain
Ensemble intercontemporain és un conjunt de 31 músics a temps complet dedicat a interpretar i promoure la música de cambra contemporània. Ensemble intercontemporain té la seu a París.
L'Ensemble va ser fundat per Pierre Boulez el 1972 amb la finalitat de ser la primera organització permanent d’aquest tipus al món. Des de llavors, l'Ensemble ha realitzat nombroses gires tant a França com a l'estranger, presentant-se especialment a festivals internacionals. Més enllà de la interpretació, també desenvolupen activitats didàctiques i de divulgació per donar suport a joves músics, compositors i directors.

## Organització i finalitat
L’Ensemble està format per trenta-un solistes a temps complet en diversos instruments dedicats a la interpretació i promoció de música de cambra contemporània escrita als segles XX i XXI. Existeixen per cobrir la necessitat de músics que puguin treballar amb noves tècniques instrumentals i estils de composició prevalents en aquest tipus de música. L’Ensemble és resident a la Philharmonie de Paris, sota la direcció del director artístic Matthias Pintscher i l’ajudant de direcció Julien Leroy, amb les seves activitats finançades pel Ministeri de Cultura francès i la ciutat de París.
Actuen unes trenta vegades l'any a la seva ciutat natal, i fan gires extensament tant a França com a l'estranger, especialment en festivals internacionals. Aquests concerts inclouen regularment les estrenes de noves composicions, sovint encarregades pel mateix Ensemble, que dona preferència a joves compositors que encara no han tingut la seva obra interpretada per l'organització. L’Ensemble compta amb més de 2.000 obres contemporànies al seu repertori, gran part de les quals han estat enregistrades i inclouen compositors com Elliott Carter, Luigi Dallapiccola, Luciano Berio, juntament amb les obres completes de Boulez, György Ligeti, György Kurtág, Alejandro Romero, George Benjamin, Roberto Carnevale i Ivan Fedele.
El seu suport als compositors va més enllà de reproduir la seva obra en públic i inclou col·laborar amb compositors tant en els processos de creació com d’interpretació. Una de les raons és que les tècniques i l'estil de composició de la música contemporània són significativament diferents de la música clàssica, i els sistemes de notació dels compositors varien, especialment amb les indicacions d'aquestes noves tècniques.
L’Ensemble també dona suport a músics joves que inclou tallers a escoles, classes magistrals i molt més per a estudiants de conservatori, músics professionals i aficionats i formació per a directors i compositors. Des del 2004, membres individuals tutoren joves instrumentistes, directors i compositors de música contemporània com a part de l' Acadèmia del Festival de Lucerna (Festival de Lucerna). A més, col·laboren amb altres tipus d’artistes dels àmbits de la dansa, el teatre, el vídeo i les arts visuals. L’organització col·labora regularment amb l’Institut de Recerca i Coordinació Acústica / Música (Institut de Recerca i Coordinació de Música Acústica), que patrocina investigacions i concerts per mostrar innovacions tecnològiques en composició.

## Història
L’Ensemble intercontemporain va ser fundat el 1976 pel compositor i director d’orquestra Pierre Boulez, amb el suport del ministre de Cultura francès Michel Guy i la col·laboració de Nicholas Snowman. És el primer conjunt permanent de música contemporània, fundat per proporcionar intèrprets de música de cambra contemporània.
La idea de l'Ensemble va sorgir de les experiències de Boulez com a part de l'avantguarda històrica de Darmstadt, Alemanya dels anys 50, contemporània de Stockhausen, Berio, Ligeti i Nono. Va començar la seva carrera com a compositor de música contemporània, passant a dirigir orquestres com la New York Philharmonic (1971-1978) i la BBC Symphony Orchestra (1971-1975). Afirma que el seu primer amor és la composició i va assenyalar la manca de llocs per estrenar i promocionar música nova, de manera que va crear l’Ensemble per tocar i produir música, juntament amb la Recherche et de Coordination Acoustique / Musique per al treball acadèmic en el mateix camp. L’Ensemble es va establir a la Cité de la Musique de París des del 1995 fins al 2015, quan es va traslladar a la Philharmonie de Paris. Boulez va ocupar el càrrec de president, amb Péter Eötvös convertint-se en el primer director musical, nomenat per Boulez el 1979. Ha comptat amb diversos directors musicals notables, inclosos l’americà David Robertson (1992-2000), Jonathan Nott (2000-2003), la finlandesa Susanna Mälkki (2006-2013) i l’actual director alemany Matthias Pintscher (setembre 2013–). El seu model d’organització i desenvolupament musical ha estat seguit per molts grups des de llavors.
L’Ensemble ha realitzat nombroses gires per Amèrica del Sud, Rússia, Canadà, Estats Units, Japó, Nova Zelanda, Austràlia i la majoria de ciutats importants d’Europa. Entre les actuacions recents s'inclouen la Universitat Autònoma Nacional de Mèxic i el Palau de Belles Arts (2007), Buenos Aires el 2012, el Festival Internacional Cervantino el 2014, i en honor del 90è de Pierre Boulez aniversari, un concert al Barbican Center de Londres.
L'EIC ha enregistrat diversos segells, inclosos Deutsche Grammophon (música de Ligeti, Alban Berg, Arnold Schoenberg, Boulez i Unsuk Chin) i KAIROS (música d'Alberto Posadas i Matthias Pintscher), Luca Francesconi, Philippe Manoury i Michael Jarrell. Els enregistraments de l’EIC han rebut diversos premis, inclosos el Gramophone Award i el Diapason d’Or.

## Comissió del Ensemble InterContemporain
- 2014: Amir Shpilman, Iridescent Stasis
- 2013: Matthias Pintscher, Bereshit; Philippe Leroux, Totalsolo
- 2012: Ondrej Adamek, Kameny; Enno Poppe, Speicher III i Speicher IV; Luc Brewaeys, Fête à tensions; Lu Wang, Passat més enllà; Anthony Cheung, Dystemporal; Einar Torfi Einarsson, Desiring-Machines
- 2011: Marco Stroppa, Re orso; Sean Shepherd, Blur; Bernhard Gander, Agafa nou per dotze; Johannes Maria Staud, Par ici !; Jacques Rebotier, RAS; François Sarhan, Talea II
- 2010: Michael Jarrell, La chambre aux échos; Hèctor Parra, Caressant l'horizon; Lucas Fagin, Lanterna màgica; Yann Robin, Vulcano